# Gradašnica (Leskovac)
Gradašnica (Leskovac) (em cirílico: Градашница) é uma vila da Sérvia localizada no município de Leskovac, pertencente ao distrito de Jablanica, na região de Jablanica. A sua população era de 381 habitantes segundo o censo de 2002.

## Demografia
| 1948 | 1953 | 1961 | 1971 | 1981 | 1991 | 2002 | 2011 |
| ---- | ---- | ---- | ---- | ---- | ---- | ---- | ---- |
| 930  | 917  | 921  | 850  | 726  | 577  | 472  | 381  |